# ویکتور گومیس
ویکتور گومیس (انگلیسی: Víctor Gomis؛ زادهٔ ۱ نوامبر ۱۹۸۲) بازیکن فوتبال اهل اسپانیا است.
از باشگاه‌هایی که در آن بازی کرده‌است می‌توان به باشگاه فوتبال الچه، باشگاه فوتبال رایو وایکانو، و باشگاه فوتبال زامورا اشاره کرد.